# Andrzej Kaszuba (dermatolog)
Andrzej Kaszuba – polski specjalista w dziedzinie dermatologii i wenerologii, profesor nauk medycznych. Mentor, wykładowca i wychowawca wielu pokoleń polskich dermatologów.

## Życiorys
Ukończył studia na Wydziale Lekarskim Wojskowej Akademii Medycznej. Od 1974 roku pracował w Klinice Dermatologicznej WAM w Łodzi, jako asystent, starszy asystent (1974–1984) i adiunkt (1984–1991). 
Habilitował się na WAM w 1993 roku na podstawie pracy Badania nad rolą wybranych wskaźników metabolizmu tlenowego u chorych na łuszczycę leczonych metodami skojarzonymi. W 1998 roku został profesorem nauk medycznych.
W latach 1991–2002 był kierownikiem Kliniki Dermatologicznej WAM. Od 2002 roku pełni funkcję kierownika Kliniki Dermatologii, Dermatologii Dziecięcej i Onkologicznej Uniwersytetu Medycznego w Łodzi. W latach 2009–2014 był konsultantem krajowym w dziedzinie dermatologii i wenerologii. Pełni również funkcję wiceprezesa Zarządu Głównego Polskiego Towarzystwa Dermatologicznego, przewodniczącego Oddziału Łódzkiego Polskiego Towarzystwa Dermatologicznego. Jest ordynatorem Oddziału Dermatologii, Dermatologii Dziecięcej i Onkologicznej Wojewódzkiego Szpitala Specjalistycznego im. dr Wł. Biegańskiego w Łodzi.
Jest założycielem i współwłaścicielem specjalistycznych prywatnych placówek medycznych w Łodzi. Dzięki jego inicjatywie powstało Centrum Szkoleniowe Dermatologii Estetycznej, w których certyfikaty zabiegowe zdobyło około 4000 polskich lekarzy specjalizujących się w wielu dziedzinach.
Jest także autorem licznych publikacji naukowych. W fachowych pismach medycznych w kraju i zagranicą ukazało się około 348 prac sygnowanych jego nazwiskiem. Powstało także 43 pozycji wydawniczych, których jest autorem i współautorem. Regularnie bierze udział w licznych konferencjach i sympozjach naukowych w Polsce i na świecie.

## Wybrane publikacje
- Dermatologia. Poradnik lekarza praktyka (współautor: Zygmunt Adamski), Czelej, Lublin, 2012.
- Atlas patologii złośliwych nowotworów skóry (współautorzy: Leszek Woźniak, Krzysztof W. Zieliński), Wydawnictwo Lekarskie PZWL, Warszawa, 2014.
- Zmiany skórne w chorobach ogólnoustrojowych, tom 2 i 4, Czelej, Lublin, 2018.
- Ilustrowany leksykon zespołów w dermatologii, tom 1-3, Czelej, Lublin, 2016.
- Dermatologia geriatryczna, tom 1-3 (współautorzy: Zygmunt Adamski, Jacek Szepietowski), Czelej, Lublin, 2016.